# Sofia Arkhipkina
Sofia Arkhipkina (* 16. Juli 1994) ist eine britische Badmintonspielerin.

## Karriere
Sofia Arkhipkina startete 2010 bei den Commonwealth Games. Sie war dort in zwei Disziplinen am Start, schied jedoch jeweils in der ersten Runde aus. 2009 und 2011 war sie bei den Island Games am Start, schied dort jedoch auch jeweils in der Vorrunde aus. 2014 nahm sie erneut an den Commonwealth Games teil.